# آناتولی داودوویچ
آناتولی داودوویچ (ترکی آذربایجانی: Anatо́li Nikolа́yeviç Davidо́viç؛ ۲۸ مارس ۱۹۶۵ – ۱۳ ژوئن ۱۹۹۲) قهرمان ملی جمهوری آذربایجان است

## زندگی‌نامه
آناتولی داودوویچ ۲۸ مارس سال ۱۹۶۵ در شهرستان «کاپیل» مینسک در جمهوری شوروی سوسیالیستی بلاروس تولد یافت. به خاطر اینکه در سال‌های آتی همراه با خانواده اش به سلوتسک منتقل شد، آموزش متوسطه اش را آنجا گذراند. سال ۱۹۸۹، از «مدرسه عالی توپخانه نظامی» سومی در کشور اوکراین فارغ‌التحصیل شد و در واحد نظامی ماوراء قفقاز و پایگاه نظامی غربی اتحاد جماهیر شوروی مستقر در آلمان خدمت کرد.
او که تا سال ۱۹۹۱ در ارتش شوروی خدمت می‌کرد، سپس به خدمت در ارتش کشورهای مستقل همسود پرداخت. بعد از ارتقاء درجه‌اش به سرگردی به نیروهای مسلح جمهوری آذربایجان پیوست.

## جنگ قره‌باغ
آناتولی داودوویچ در طی جنگ قره‌باغ فرماندهی واحد توپخانه را عهده‌دار بود. او مشارکت بسزایی در شکل‍یگری و سازماندهی نیروهای مسلح جمهوری آذربایجان از خود نشان داد. در سال ۱۹۹۲، آناتولی داودوویچ وی در نبرد شدیدی در اطراف شهرستان آق‌دام به شدت زخمی شد. با وجود اینکه به باکو منتقل شد، ولی بر اثر خونریزی شدید ۱۳ ژوئن سال ۱۹۹۲ جان خود را از دست داد. او در شهر سلوتسک بلاروس به خاک سپرده شد.
آناتولی داودوویچ متأهل بود.

## نشان
بر اساس فرمان شماره ۲۷۳ ریاست جمهوری آذربایجان به تاریخ ۳ ژوئیه ۱۹۹۲، پس از مرگش به آناتولی داودوویچ نشان قهرمان ملی جمهوری آذربایجان اعطاء گردید.